# Клод Коен-Таннуджі
Клод Коен-Таннуджі (нар. 1 квітня 1933, Константина, Алжир) — французький фізик. Професор Вищої нормальної школи. Лауреат Нобелівської премії з фізики за 1997 рік за роботи з лазерного охолодження.

## Біографія
Народився в 1933 році в єврейській родині в Алжирі. Навчався у Вищій нормальній школі. Його викладачами були Анрі Картан, Лоран Шварц та Альфред Кастлер. Навчання Коена-Таннуджі було перервано на 28 місяців для служби в армії під час Алжирської війни. В 1962 році повернувся до аспірантури, яку закінчив в 1962 році. Після цього викладав квантову механіку в Паризькому університеті. Нотатки до лекцій стали основою для написання популярно підручника з квантової механіки. Займався дослідженнями взаємодії атомів з фотонами. В 1973 році став професором в Колеж де Франс та членом правління Коледжу ядерної та молекулярної фізики.
Коен-Таннуджі став першим Нобелівським лауреатом, народженим у арабській країні.

## Досягнення
Двотомна монографія " Méchanique Quantique ", що вийшла друком у 1977 році й написана Коеном-Таннуджі спільно з Бернаром Дью та Франком Лалое, і досі є зразковим підручником з квантової механіки.
Спільно з американцями Стівеном Чу та Вільямом Філіпсом Коен-Таннуджі розробив метод охолодження атомів при поширенні пучка атомів уздовж змінного магнітного поля. При цьому атомний пучок гальмується, і атоми вловлюються в пастку. Цей метод застосовується при конструюванні надзвичайно точних атомних годинників, також його застосовують для визначення точного позиціонування та в космічній навігації.
В 1996 році був нагороджений премією Гарві в Хайфі (Ізраїль).

## Публікації
- Cohen-Tannoudji C., Diu B., Laloë F. Mécanique quantique, vol. I et II. — Paris:Collection Enseignement des sciences, 1973. — ISBN 2-7056-5733-9 (англійський переклад: ISBN 0-471-16433-X)
- Коэн-Таннуджи К., Диу Б., Лалоэ Ф. Квантовая механика. — Екатеринбург : Изд-во Уральского университета, 2000. — 944+800 с.